# Понте а Тре Оки (Ријети)
Понте а Тре Оки је насеље у Италији у округу Ријети, региону Лацио.
Према процени из 2011. у насељу је живело 44 становника. Насеље се налази на надморској висини од 928 м.